# Jia Peng Fang
Jia Peng Fang (贾鹏芳; 1958) è un compositore e musicista cinese.

## Biografia
Nasce nel 1958 nella cittadina di Jams, nella provincia di Helong, ottenne in dono il suo primo erhu nel 1965 all'età di sette anni, anno che ha segnato l'inizio della rivoluzione culturale cinese. Jams, sebbene disti circa trenta ore di treno da Pechino, e sia vicino al confine russo, non fu immune dalle devastazioni operate dalla Rivoluzione Culturale.
All'età di sedici anni, venne aiutato dal fratello nel recarsi a Pechino per studiare l'Erhu assieme ai suonatori più esperti, per diventare a sua volta professionista. A quel tempo in Cina, non veniva permesso alle persone di spostarsi liberamente per il paese. Dai sedici ai diciotto anni, per Jia non fu possibile ottenere la sua razione di cibo, ma costruì un piccolo recinto nella veranda della zia dove potersi esercitare con l'erhu in tranquillità. La data dell'esame per arruolarsi nella Marina Song and Dance Band, venne annullato a causa del grande terremoto di Karasan, facendo svanire la speranza di Jia di unirsi alla banda. Circa un anno e mezzo più tardi, come parte della politica di Rivoluzione Culturale, fu costretto a ritornare nella natia Jams, al lavoro sui terreni agricoli.
Dopo la Rivoluzione Culturale un suo ex insegnante, lo contattò, consigliandogli di entrare all'accademia di musica. Dopo essere tornato a Pechino, venne infatti scelto tra oltre cinquecento candidati per entrare nel Central Music Academy (誷) come esecutore nella sezione Folk. Un esaminatore all'esame, un maestro e concertista dell'Orchestra folkloristica cinese, suggerisce che Jia dovrebbe provare per la loro orchestra. Fece arrivare Jia in città e fece in modo di fargli ricevere un indennizzo per le sue spese di soggiorno. Improvvisamente Jia si trovò ad iniziare una vita come suonatore professionista di Erhu.
Jia si diede da fare nello riscoprire le arti tradizionali, che erano state bandite dalla Rivoluzione Culturale, mentre continuava le sue eccellenti performance come solista di Erhu. Nel 1988, nella sperimentazione per la sua musica, partì per il Giappone con in mano solo una valigia ed il suo erhu nell'altra.
Dopo un inizio precario nella scena musicale nipponica, ecco l'incontro con il musicista Katsuhisa Hattori. Hattori rimase affascinato del talento di Jia e dal modo in cui padroneggiava l'Erhu, e lo invitò così a prendere parte nelle produzioni dei suoi album e nell'attività concertistica, ampliando in tal modo l'esperienza live ed in studio di Jia.
Jia entrò in questo periodo nel Master of Arts Degree Program of Music presso la Tokyo University of Arts.
Nel 1997, le sue brillanti esibizioni con la sua orchestra alla Carnegie Hall di New York, ha solidificato la sua posizione nel mondo della musica. Inoltre, nel giugno del 1998, vide la luce il suo album di debutto "River" prodotto dall'etichetta Pacific Moon Records, che fonde musica occidentale con quella cinese. L'alta qualità del suo lavoro gli valse una valanga di consensi in Giappone e all'estero, l'album dimostrò anche di essere un successo a livello commerciale.
Il 1999, è l'anno della sua seconda fatica in studio di registrazione: "Rainbow". Lavoro che si dimostrò essere un successo anche maggiore rispetto al primo album, sia in Giappone che all'estero. Il terzo album del compositore cinese è "Faraway…", che è stato rilasciato nel gennaio del 2001, opera che contiene una selezione dei primi tre album, e anche la registrazione delle esibizioni con il pianista Naoyuki Onda.
Attualmente, Jia insegna come suonare l'Erhu ad oltre un centinaio di studenti mentre continua a lavorare nell'ambito delle colonne sonore, della musica folkloristica cinese, del pop, jazz e della musica classica, ma curando anche l'allestimento e la messa in scena di spettacoli teatrali, e perseguendo le potenzialità infinite della sua musica.

## Discografia
- 1999- River
- 2000 - Rainbow
- 2001 - Faraway...
- 2002 - 二胡 Erhu:  Jia Peng Fang Best
- 2003 - Roman
- 2004 - Jia Peng Fang Best/Erhu
- 2005 - Lovers
- 2006 - 月光 Moonlight
- 2006 - 翔
- 2008 - Tomorrow
- 2008 - Memories
- 2011 - Seasons
- 2014 - Glitter
- 2015 - Sangokushi Kumikyoku
- 2016 - Kokoro Fureai -Nikoga Sasou Kyoushu-
- 2016 - Sangokushi Kumikyoku Vol.2

## Curiosità
- Uno dei suoi brani melodicamente più belli e struggenti, Silent Moon, contenuta nell'album River del 1999, è stata utilizzata come tappeto musicale in un celebre video-tributo dedicato al grande Maestro di arti marziali Yip Man, maestro di Bruce Lee. Conferendo a Jia un grosso successo su Youtube. Il video, mostra le abilità del Gran Maestro nel suo stile di Wing Chun, riprese effettuate poche settimane prima di morire.[2]